# Sărulești (Buzău)
Pour les articles homonymes, voir Sărulești.
Sărulești est une commune roumaine située dans le județ de Buzău.